# Loud (Rihanna)
Loud is het vijfde studioalbum van de Barbadiaanse zangeres Rihanna. Op 16 november 2010 kwam het vijfde album van Rihanna uit. De eerste single van Loud is het nummer "Only Girl (In the World)" en de tweede is What's My Name?. Met deze singles kwam Rihanna in Amerika op nummer 1 te staan in de Billboard Hot 100. In België en Nederland stond Only Girl (In the World) op nummer 2 en What's My Name? stond in België op nummer 28 en in Nederland nummer 23. Met Loud keert Rihanna weer terug naar de sound van de hits Don't Stop the Music en Disturbia. S&M werd gekozen als de 3de single. Op nummer 3 belandde de single in België en in Nederland op nummer 8. Begin maart twitterde Rihanna dat haar fans mochten kiezen wat de volgende single werd. Ze hadden de keuze uit Cheers (Drink to That), California King Bed, Fading en Man Down. Op 12 maart 2011 werd er bekendgemaakt dat de 4de single California King Bed werd. De video is opgenomen rond eind maart. In Amerika werd ook Man Down als single uitgegeven. De videoclip is uitgegeven op 1 juni 2011. Later is Man Down ook in Nederland en België uitgekomen en kwam in de top te staan van de hitlijsten. Zowel in België als in Nederland haalde de single nummer 3. Als 6de single van het album koos ze voor Cheers (Drink to That). Dit lied stond op nummer 7 in de Billboard Hot 100.

## Compositie
De eerste song van het album heet S&M. Dit lied werd geproduceerd door Stargate en Sandy Vee. Dit lied kreeg zowel lof als commentaar over de teksten. What's My Name? werd ook geproduceerd door Stargate. Dit lied werd een duet tussen Rihanna en Drake. Het lied is een mid-tempo nummer met R&B invloeden. Het 3de liedje kreeg de titel Cheers (Drink to That) mee. Dit is een funky en een vrolijk lied dat geproduceerd werd door het team, The Runners. Only Girl (In the World) werd een nummer van eurodance en dance-pop. California King Bed is een rock-ballad en eveneens geproduceerd The Runners. Man Down daarentegen werd een zwaar reggae-nummer. Het volgende nummer Raining Men werd gezongen door Rihanna en Nicki Minaj. Rihanna zei hierover dat het een heel leuk liedje is. Complicated is het volgende, uitbundige nummer. Skin daarentegen werd een sexy ballad. Als laatste song werd Love the Way You Lie gekozen maar dit lied hebben ze omgevormd tot een nieuwe ballad waarin Eminem nog altijd te horen is maar dan wel met een totaal andere tekst. Alleen het refrein bleef behouden. Dit nummer werd geproduceerd door Alexa Da Kid.

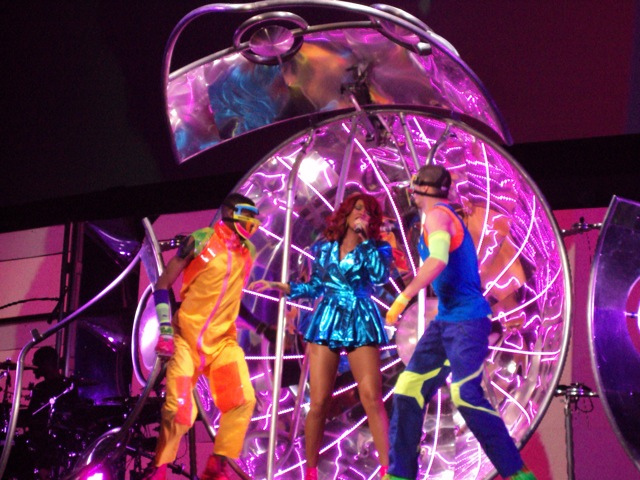
Rihanna tijdens de Loud Tour in Oakland.

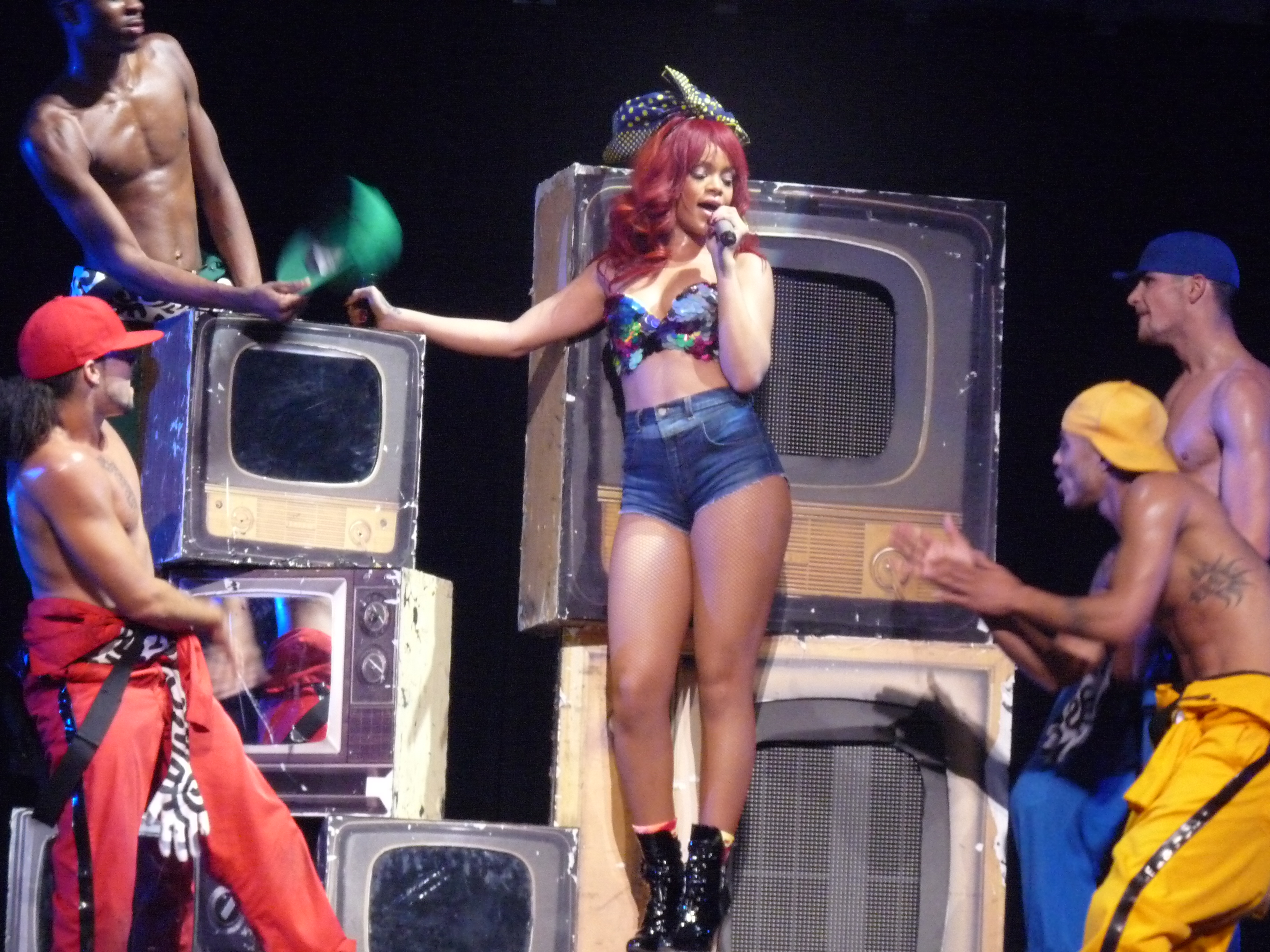
Rihanna tijdens de Loud Tour in Florida

## Verkoop
In oktober 2011 werden 8 miljoen exemplaren van "Loud" verkocht.

## Singles
- De eerste single van Loud is Only Girl (In the World) en bereikte plaats 2 in de Vlaamse Ultratop 50. In Amerika werd deze song een nummer 1-hit.
- Single nummer 2 is What's My Name? waarvan de clip is opgenomen in New York. De clip ging op 12 november in première. De song lekte op 12 oktober uit over het internet. De single stroomde 21 oktober 2010 al binnen in de Hot R&B/ Hip Hop songs in de Verenigde Staten op nr. 76 en in de Billboard Hot 100 op 28 oktober, op nummer 83. Ook deze song werd na een tijdje een succes en belandde op nummer 1 in de Verenigde Staten.
- De 3de single is het veelbesproken nummer S&M, waar Rihanna zich van haar meest seksuele kant laat zien. Het nummer zorgde al voor veel kritiek in verschillende landen waaronder Amerika. S&M is uitgekomen eind januari. De videoclip van S&M kwam uit op VEVO op 31 januari. Ook deze song is een schot in de roos in de Verenigde Staten en belandt op nummer 1 in de Billboard Hot 100.
- Op 12 maart maakte Rihanna bekend dat California King Bed[1] de 4de single van Loud werd en dat de video nog in maart werd opgenomen. Deze hit kwam in Nederland en in België op nummer 9 terecht als piek.
- In Amerika werd ook Man Down als single uitgegeven. De videoclip is uitgegeven op 1 juni 2011. Later is Man Down ook in Nederland en België uitgekomen. In de Vlaamse Ultratop 50 stond Mand Down op nummer 3 als hoogste plaats.
- Aan het einde van de zomer is Cheers (Drink to That) uitgekomen. De video kwam op 25 augustus uit op VEVO.
- Raining Men werd ook een single vanaf 7 december in Amerika en Groot-Brittannië.

## Promotie

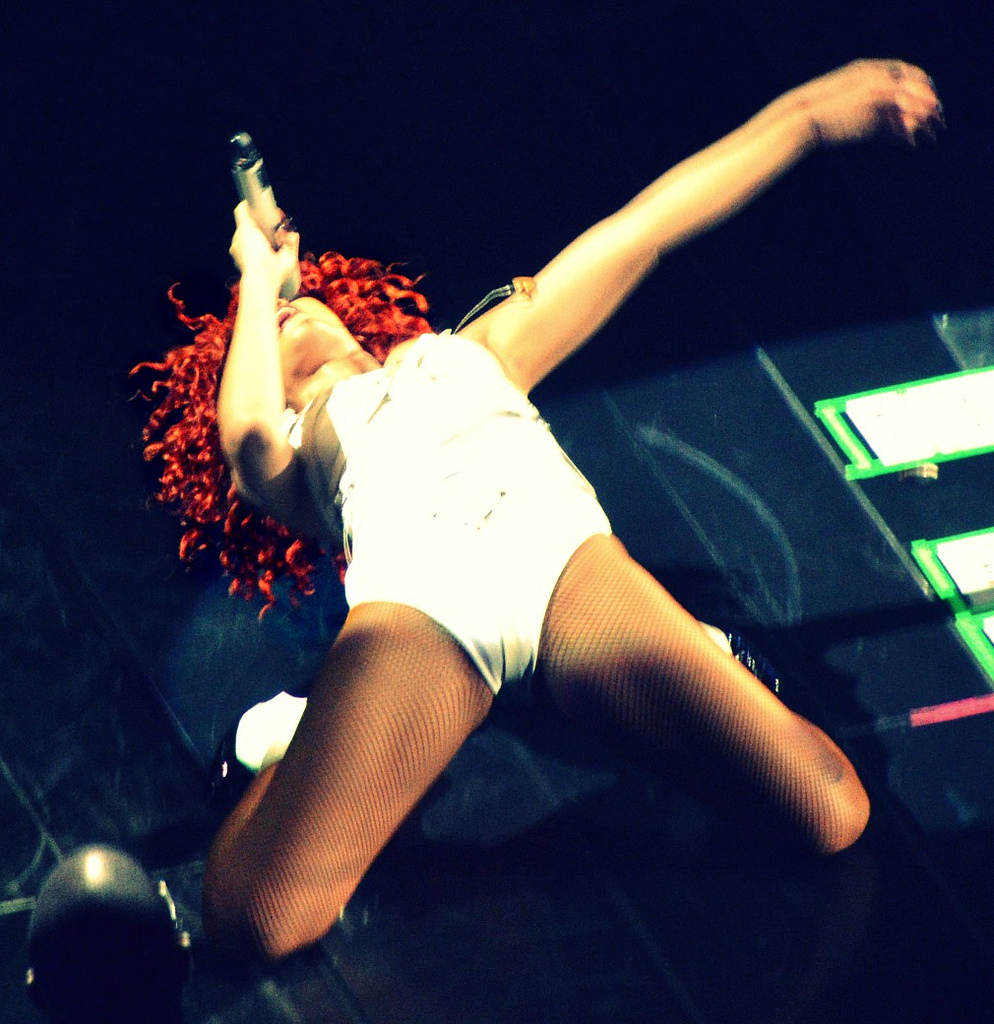
Rihanna zong hier S&M tijdens de Loud Tour. De show rond "S&M" had veel weg van de show tijdens de Billboard Awards waar Rihanna ook "S&M" zong

### Loud Tour
Ter promotie van haar Album maakt Rihanna een wereldtour van 101. Ze had 61 shows in Europa, 33 shows in Noord-Amerika en 4 shows in Zuid-Amerika gepland. Loud Tour bracht Rihanna ook 10 keer naar The O2 Arena in Londen. Haar Loud Tour bracht 2 maal een bezoekje aan het Sportpaleis in Antwerpen en GelreDome in Arnhem. Rihanna's Loud Tour bracht een slordige 90 miljoen dollar op.

### Live-optredens
Rihanna begon een tour door Europa en Amerika om haar album te promoten. Tijdens Saturday Night Live voerde Rihanna Only Girl (In the World) uit. Ook What's My Name? was toen aan de beurt. De volgende dag was ze terug te vinden tijdens X-Factor in Verenigd Koninkrijk waar ze opnieuw Only Girl (In the World) uitvoerde. Dit nummer bracht ze ook tijdens de MTV Europe Music Awards in Spanje, Madrid maar ook tijdens X-Factor in Italië en Le Grand Journal in Frankrijk. Tijdens de week wanneer Loud uitkwam deed ze ook een aantal optredens in Amerika waaronder Good Morning America. Op de American Music Awards in 2010 voerde Rihanna een medley uit (Love the Way You Lie, What's My Name en Only Girl (In the World)). Op 11 december 2010 keert Rihanna terug naar het Verenigd Koninkrijk om opnieuw op te treden bij X-Factor. Daar zong ze samen met een deelnemer Unfaithful en zong ze nadien alleen What's My Name?. Tijdens de Grammy Awards trad ze op met Drake voor What's My Name? maar ook Love the Way You Lie part II samen met Eminem. Op 15 februari trad ze op tijdens de BRIT Awards. Daar zong ze een medley van haar singles van "Loud" (namelijk Only Girl (In the World), S&M en What's My Name?. Rihanna was ook te gast tijdens de NBA All Star Game in Los Angeles op 20 februari. Ze zong er een aantal songs waaronder Umbrella, Only Girl (In the World), What's My Name? (met Drake) en All Of the Lights (samen met Kanye West). Tijdens de ACM Awards zong ze California King Bed samen met Jennifer Nettles. California King Bed was ook aan de beurt bij American Idol. In Milaan, Parijs en Hamburg zong Rihanna ook California King Bed voor de promotie van Nivea waar Rihanna het gezicht van was. Tijdens de Billboard Music Awards op 22 mei 2010 zong Rihanna samen met Britney Spears de remix van Rihanna's single S&M. Op 27 mei trad Rihanna ook op bij de NBC's Today Show. Ze zong S&M, Only Girl (In the World), What's My Name? en California King Bed.

## Tracklist
| Nr. | Titel                                             | Schrijver(s) | Producer(s)                                        | Duur |
| --- | ------------------------------------------------- | --- | -------------------------------------------------- | ---- |
| 1.  | S&M                                               | Ester Dean, Sandy Wilhelm, Mikkel Eriksen, Tor Hermansen                                                                      | Stargate, Sandy Vee, Kuk Harrell, Veronika Bozeman | 4:04 |
| 2.  | What's My Name? (ft. Drake)                       | Mikkel S. Eriksen, Tor Erik Hermansen, Ester Dean, Traci Hale                                                                 | StarGate, Harrell                                  | 3:46 |
| 3.  | Cheers (Drink to That)                            | Fenty, Stacey Barthe, Corey Gibson, Andrew Harr, Jermaine Jackson, Avril Lavigne, Lauren Christy, Graham Edwards, Scott Spock | The Runners, Makeba Riddick                        | 4:22 |
| 4.  | Fading                                            | Dean, Robyn Fenty | Polow da Don, Harrell, Bozema                      | 3:20 |
| 5.  | Only Girl (In the World)                          | Crystal Johnson, Eriksen, Hermansen, Sandy Wilhelm                                                                            | StarGate                                           | 3:55 |
| 6.  | California King Bed                               | Harr, Jackson, Priscilla Renea, Alex Delicata                                                                                 | The Runners, Harrell                               | 4:12 |
| 7.  | Man Down                                          | Shontelle Layne, Robyn Fenty                                                                                                  | Sham, Harrell                                      | 4:27 |
| 8.  | Raining Men (featuring Nicki Minaj)               | Onika Maraj, Melvin Hough II, Rivelino Wouter, Timothy Thomas, Theron Thomas                                                  | Mel & Mus, Harrell                                 | 3:45 |
| 9.  | Complicated                                       | Ester Dean | Stewart, Dean, Harrell                             | 4:18 |
| 10. | Skin                                              | Fenty, Kenneth Coby, Ursula Yancy                                                                                             | Soundz, Dean, Harrell                              | 5:04 |
| 11. | Love the Way You Lie (Part II) (featuring Eminem) | Eminem, Holly Hafferman, Alexander Grant                                                                                      | Alex da Kid, Harrell                               | 4:56 |

- In het nummer "Cheers (Drink To That)" zitten stukjes van "I'm with You", een song van Avril Lavigne.

### Hitlijsten
| Single met eventuele hitnotering(en) in de Nederlandse Top 40 | Datum van verschijnen | Datum van binnenkomst | Hoogste positie | Aantal weken | Opmerkingen                                        |
| ------------------------------------------------------------- | --------------------- | --------------------- | --------------- | ------------ | -------------------------------------------------- |
| Love the Way You Lie                                          | 2010                  | 10-07-2010            | 4               | 17           | met Eminem / #5 in de Single Top 100 / Alarmschijf |
| Only Girl (In the World)                                      | 2010                  | 25-09-2010            | 2               | 24           | #2 in de Single Top 100 / Alarmschijf              |
| What's My Name?                                               | 15-11-2010            | 18-12-2010            | 23              | 7            | met Drake / #20 in de Single Top 100 / Alarmschijf |
| S&M                                                           | 24-01-2011            | 19-02-2011            | 8               | 13           | #7 in de Single Top 100 / Alarmschijf              |
| California King Bed                                           | 2011                  | 21-05-2011            | 9               | 15           | #19 in de Single Top 100 / Alarmschijf             |
| Man Down                                                      | 2011                  | 30-07-2011            | 3               | 18           | #4 in de Single Top 100                            |

| Single met hitnotering(en) in de Vlaamse Ultratop 50 | Datum van verschijnen | Datum van binnenkomst | Hoogste positie | Aantal weken | Opmerkingen       |
| ---------------------------------------------------- | --------------------- | --------------------- | --------------- | ------------ | ----------------- |
| Love the Way You Lie                                 | 2010                  | 03-07-2010            | 1(1wk)          | 28           | met Eminem / Goud |
| Only Girl (In the World)                             | 2010                  | 25-09-2010            | 2               | 21           | Goud              |
| What's My Name?                                      | 2010                  | 27-11-2010            | 28              | 12           | met Drake         |
| S&M                                                  | 2011                  | 12-02-2011            | 3               | 20           | Goud              |
| California King Bed                                  | 2011                  | 03-06-2011            | 9               | 11           |                   |
| Man Down                                             | 2011                  | 13-08-2011            | 3               | 16           |                   |
| Cheers (Drink to That)                               | 2011                  | 17-09-2011            | tip12           | -            |                   |

## Hitnoteringen

### NederlandseAlbum Top 100
| Hitnotering: 20-11-2010 t/m 15-10-2011 | Hitnotering: 20-11-2010 t/m 15-10-2011 | Hitnotering: 20-11-2010 t/m 15-10-2011 | Hitnotering: 20-11-2010 t/m 15-10-2011 | Hitnotering: 20-11-2010 t/m 15-10-2011 | Hitnotering: 20-11-2010 t/m 15-10-2011 | Hitnotering: 20-11-2010 t/m 15-10-2011 | Hitnotering: 20-11-2010 t/m 15-10-2011 | Hitnotering: 20-11-2010 t/m 15-10-2011 | Hitnotering: 20-11-2010 t/m 15-10-2011 | Hitnotering: 20-11-2010 t/m 15-10-2011 | Hitnotering: 20-11-2010 t/m 15-10-2011 | Hitnotering: 20-11-2010 t/m 15-10-2011 | Hitnotering: 20-11-2010 t/m 15-10-2011 | Hitnotering: 20-11-2010 t/m 15-10-2011 | Hitnotering: 20-11-2010 t/m 15-10-2011 | Hitnotering: 20-11-2010 t/m 15-10-2011 | Hitnotering: 20-11-2010 t/m 15-10-2011 |
| Week:                                  | 1                                      | 2                                      | 3                                      | 4                                      | 5                                      | 6                                      | 7                                      | 8                                      | 9                                      | 10                                     | 11                                     | 12                                     | 13                                     | 14                                     | 15                                     | 16                                     | 17                                     |
| -------------------------------------- | -------------------------------------- | -------------------------------------- | -------------------------------------- | -------------------------------------- | -------------------------------------- | -------------------------------------- | -------------------------------------- | -------------------------------------- | -------------------------------------- | -------------------------------------- | -------------------------------------- | -------------------------------------- | -------------------------------------- | -------------------------------------- | -------------------------------------- | -------------------------------------- | -------------------------------------- |
| Positie:                               | 6                                      | 14                                     | 19                                     | 22                                     | 11                                     | 15                                     | 15                                     | 15                                     | 12                                     | 17                                     | 20                                     | 18                                     | 17                                     | 16                                     | 15                                     | 14                                     | 16                                     |
| Week:                                  | 18                                     | 19                                     | 20                                     | 21                                     | 22                                     | 23                                     | 24                                     | 25                                     | 26                                     | 27                                     | 28                                     | 29                                     | 30                                     | 31                                     | 32                                     | 33                                     | 34                                     |
| Positie:                               | 15                                     | 14                                     | 20                                     | 24                                     | 28                                     | 29                                     | 28                                     | 36                                     | 41                                     | 41                                     | 44                                     | 43                                     | 35                                     | 33                                     | 52                                     | 29                                     | 32                                     |
| Week:                                  | 35                                     | 36                                     | 37                                     | 38                                     | 39                                     | 40                                     | 41                                     | 42                                     | 43                                     | 44                                     | 45                                     | 46                                     | 47                                     | 48                                     |                                        |                                        |                                        |
| Positie:                               | 31                                     | 19                                     | 20                                     | 18                                     | 15                                     | 16                                     | 12                                     | 11                                     | 20                                     | 20                                     | 28                                     | 29                                     | 16                                     | 44                                     | uit                                    |                                        |                                        |

### VlaamseUltratop 100/200 Albums
| Hitnotering: (Week 1 t/m 48) 20-11-2010 t/m 15-10-2011 Hitnotering: (Week 49) 27-04-2019 | Hitnotering: (Week 1 t/m 48) 20-11-2010 t/m 15-10-2011 Hitnotering: (Week 49) 27-04-2019 | Hitnotering: (Week 1 t/m 48) 20-11-2010 t/m 15-10-2011 Hitnotering: (Week 49) 27-04-2019 | Hitnotering: (Week 1 t/m 48) 20-11-2010 t/m 15-10-2011 Hitnotering: (Week 49) 27-04-2019 | Hitnotering: (Week 1 t/m 48) 20-11-2010 t/m 15-10-2011 Hitnotering: (Week 49) 27-04-2019 | Hitnotering: (Week 1 t/m 48) 20-11-2010 t/m 15-10-2011 Hitnotering: (Week 49) 27-04-2019 | Hitnotering: (Week 1 t/m 48) 20-11-2010 t/m 15-10-2011 Hitnotering: (Week 49) 27-04-2019 | Hitnotering: (Week 1 t/m 48) 20-11-2010 t/m 15-10-2011 Hitnotering: (Week 49) 27-04-2019 | Hitnotering: (Week 1 t/m 48) 20-11-2010 t/m 15-10-2011 Hitnotering: (Week 49) 27-04-2019 | Hitnotering: (Week 1 t/m 48) 20-11-2010 t/m 15-10-2011 Hitnotering: (Week 49) 27-04-2019 | Hitnotering: (Week 1 t/m 48) 20-11-2010 t/m 15-10-2011 Hitnotering: (Week 49) 27-04-2019 | Hitnotering: (Week 1 t/m 48) 20-11-2010 t/m 15-10-2011 Hitnotering: (Week 49) 27-04-2019 | Hitnotering: (Week 1 t/m 48) 20-11-2010 t/m 15-10-2011 Hitnotering: (Week 49) 27-04-2019 | Hitnotering: (Week 1 t/m 48) 20-11-2010 t/m 15-10-2011 Hitnotering: (Week 49) 27-04-2019 | Hitnotering: (Week 1 t/m 48) 20-11-2010 t/m 15-10-2011 Hitnotering: (Week 49) 27-04-2019 | Hitnotering: (Week 1 t/m 48) 20-11-2010 t/m 15-10-2011 Hitnotering: (Week 49) 27-04-2019 | Hitnotering: (Week 1 t/m 48) 20-11-2010 t/m 15-10-2011 Hitnotering: (Week 49) 27-04-2019 | Hitnotering: (Week 1 t/m 48) 20-11-2010 t/m 15-10-2011 Hitnotering: (Week 49) 27-04-2019 | Hitnotering: (Week 1 t/m 48) 20-11-2010 t/m 15-10-2011 Hitnotering: (Week 49) 27-04-2019 | Hitnotering: (Week 1 t/m 48) 20-11-2010 t/m 15-10-2011 Hitnotering: (Week 49) 27-04-2019 | Hitnotering: (Week 1 t/m 48) 20-11-2010 t/m 15-10-2011 Hitnotering: (Week 49) 27-04-2019 |
| Week:                                                                                    | 1                                                                                        | 2                                                                                        | 3                                                                                        | 4                                                                                        | 5                                                                                        | 6                                                                                        | 7                                                                                        | 8                                                                                        | 9                                                                                        | 10                                                                                       | 11                                                                                       | 12                                                                                       | 13                                                                                       | 14                                                                                       | 15                                                                                       | 16                                                                                       | 17                                                                                       | 18                                                                                       | 19                                                                                       | 20                                                                                       |
| ---------------------------------------------------------------------------------------- | ---------------------------------------------------------------------------------------- | ---------------------------------------------------------------------------------------- | ---------------------------------------------------------------------------------------- | ---------------------------------------------------------------------------------------- | ---------------------------------------------------------------------------------------- | ---------------------------------------------------------------------------------------- | ---------------------------------------------------------------------------------------- | ---------------------------------------------------------------------------------------- | ---------------------------------------------------------------------------------------- | ---------------------------------------------------------------------------------------- | ---------------------------------------------------------------------------------------- | ---------------------------------------------------------------------------------------- | ---------------------------------------------------------------------------------------- | ---------------------------------------------------------------------------------------- | ---------------------------------------------------------------------------------------- | ---------------------------------------------------------------------------------------- | ---------------------------------------------------------------------------------------- | ---------------------------------------------------------------------------------------- | ---------------------------------------------------------------------------------------- | ---------------------------------------------------------------------------------------- |
| Positie:                                                                                 | 15                                                                                       | 4                                                                                        | 7                                                                                        | 10                                                                                       | 11                                                                                       | 9                                                                                        | 9                                                                                        | 8                                                                                        | 3                                                                                        | 5                                                                                        | 10                                                                                       | 13                                                                                       | 9                                                                                        | 11                                                                                       | 12                                                                                       | 10                                                                                       | 17                                                                                       | 15                                                                                       | 19                                                                                       | 25                                                                                       |
| Week:                                                                                    | 21                                                                                       | 22                                                                                       | 23                                                                                       | 24                                                                                       | 25                                                                                       | 26                                                                                       | 27                                                                                       | 28                                                                                       | 29                                                                                       | 30                                                                                       | 31                                                                                       | 32                                                                                       | 33                                                                                       | 34                                                                                       | 35                                                                                       | 36                                                                                       | 37                                                                                       | 38                                                                                       | 39                                                                                       | 40                                                                                       |
| Positie:                                                                                 | 25                                                                                       | 28                                                                                       | 18                                                                                       | 11                                                                                       | 14                                                                                       | 19                                                                                       | 30                                                                                       | 31                                                                                       | 24                                                                                       | 24                                                                                       | 24                                                                                       | 25                                                                                       | 23                                                                                       | 26                                                                                       | 32                                                                                       | 29                                                                                       | 26                                                                                       | 39                                                                                       | 18                                                                                       | 24                                                                                       |
| Week:                                                                                    | 41                                                                                       | 42                                                                                       | 43                                                                                       | 44                                                                                       | 45                                                                                       | 46                                                                                       | 47                                                                                       | 48                                                                                       |                                                                                          | 49                                                                                       |                                                                                          |                                                                                          |                                                                                          |                                                                                          |                                                                                          |                                                                                          |                                                                                          |                                                                                          |                                                                                          |                                                                                          |
| Positie:                                                                                 | 22                                                                                       | 15                                                                                       | 11                                                                                       | 10                                                                                       | 10                                                                                       | 12                                                                                       | 17                                                                                       | 16                                                                                       | uit                                                                                      | 172                                                                                      |                                                                                          |                                                                                          |                                                                                          |                                                                                          |                                                                                          |                                                                                          |                                                                                          |                                                                                          |                                                                                          |                                                                                          |